# Jörg Konrad Hoensch
Jörg Konrad Hoensch ( 8 de setembro de 1935, Bruntál - 24 de março de 2001 ) foi um boêmio alemão, historiador e professor universitário.
Em sua pesquisa, ele se concentrou principalmente na história da Idade Média e na história da Europa Central. Ele cresceu na Morávia e na Silésia, seu pai veio de Spiš. Após a Segunda Guerra Mundial, a família de Jörg foi transferida para a zona de ocupação americana da Alemanha. Desde 1971 até sua aposentadoria, chefiou o Departamento de História da Europa Oriental na Universidade de Saar, em Saarbrücken. Seu grande amigo e colaborador foi Reinhard Schneider, com quem se despediu na última palestra conjunta um mês antes de sua morte, encerrando sua carreira de professor. Simultaneamente com sua partida, o Departamento de História da Europa Oriental foi dissolvido. Hoensch foi um dos especialistas modernos mais importantes na história da Europa Oriental.

## Trabalhos
Ele publicou livros e artigos na Alemanha, Hungria, Eslováquia e República Tcheca. Entre as obras mais importantes e interessantes está a biografia de três reis tchecos, Otacar II da Boêmia, Sigismundo e Matias I da Hungria.
- Die Slowakei und Hitlers Ostpolitik. Hlinkas Slowakische Volkspartei zwischen Autonomie und Separation 1938/1939. Köln 1965. [Slovensko a Hitlerova východná politika: Hlinkova slovenská ľudová strana medzi autonómiou a separatizmom 1938-1939. Bratislava 2001.]
- Geschichte der Tschechoslowakischen Republik 1918-1965. Stuttgart 1966.
- Der ungarische Revisionismus und die Zerschlagung der Tschechoslowakei. Tübingen 1967.
- Sozialverfassung und politische Reform. Polen im vorrevolutionären Zeitalter. Köln u.a. 1973.
- Sowjetische Osteuropa-Politik 1945-1975. Düsseldorf 1977.
- Geschichte Ungarns 1867-1983. Stuttgart 1984.
- Geschichte Böhmens : Von der slavischen Landnahme bis ins 20. Jahrhundert. München 1987.
- Přemysl Otakar II. von Böhmen: Der goldene König. Graz-Wien 1989.
- Geschichte Polens. Stuttgart 1990.
- Ungarn: Handbuch: Geschichte, Politik, Wirtschaft. Hannover 1991.
- Kaiser Sigismund. Herrscher an der Schwelle zur Neuzeit 1368 - 1437. München 1996.
- Matthias Corvinus. Diplomat, Feldherr und Mäzen.. Graz 1998.
- Judenemanzipation - Antisemitismus - Verfolgung in Deutschland, Österreich-Ungarn, den böhmischen Ländern und in der Slowakei. Essen 1999.
- Die Luxemburger. Stuttgart 2000. [Lucemburkové: pozdněstředověká dynastie celoevropského významu 1308-1437. Praha 2003.]